# 孔昱
孔昱（？—？），字世元，鲁国鲁县（今山东省曲阜市）人，孔子二十代孙。

## 生平
孔昱是东汉末年士人领袖，与张俭、岑晊、刘表、陈翔、苑康、檀敷、翟超并称为“八及”，又与刘表、陈翔、范滂、苑康、檀敷、张俭、岑晊并称为“八友”，时人又称之为“海内才珍”。
孔昱的七世祖孔霸，在汉成帝时历任九卿，封褒成君。孔霸的后裔至孔昱这一代，爵位始终传袭不绝，家族中担任宰相、九卿、刺史、太守共计五十三人，列侯七人。孔昱自小学习孔氏家学，大将军梁冀征召他做官，孔昱不作回应。太尉举荐贤良方正，孔昱因为回答问题不合皇帝的意思，于是称病辞去，后来因党锢之祸被禁止做官。汉灵帝即位，以公车征拜孔昱做议郎，补官为洛阳令。孔昱因为老师去世，放弃官职，死在家里。

## 孔昱的字
《鲁相韩敕造孔庙礼器碑》与《史晨飨孔庙后碑》均称“孔翊字元世”，而孔翊是孔昱的亲叔叔，叔侄不可能同时字元世，《后汉书》所记载孔昱字元世有误。